# Schichau-Werft Danzig

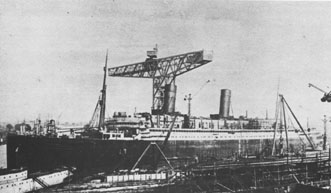
Die spätere RMS Homeric und der Ausrüstungskran der Werft

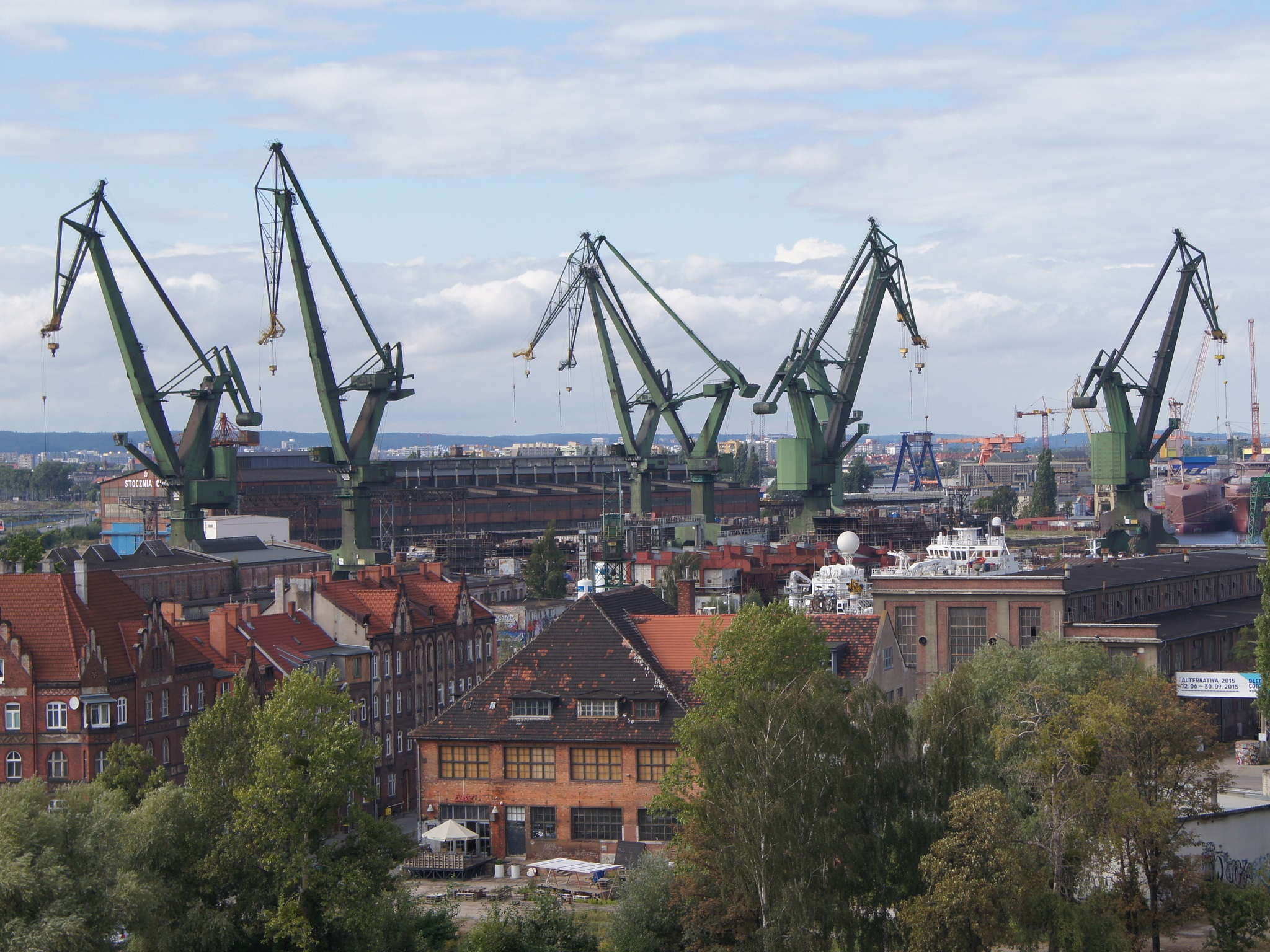
Die Kräne an den ehemaligen Hellingen (2015)

Die Schichau-Werft Danzig (1890–1945) war eine deutsche und Danziger Werft in Danzig-Schellmühl. Im Jahr 1950 wurde sie ein Teil der Stocznia Gdańska (Danziger Werft, 1967–1990 auch Leninwerft).

## Lage

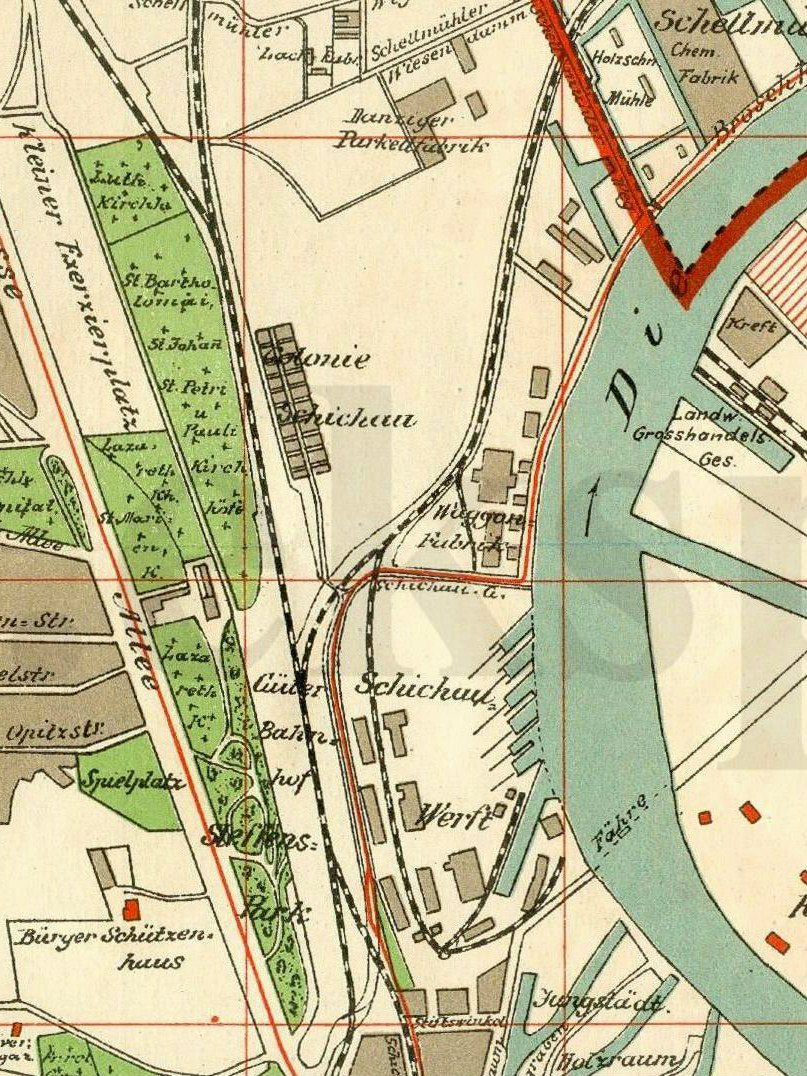
Die Schichau-Werft zwischen Weichsel und Güterbahnhof (1912)

Das ehemalige Werftgelände liegt zwischen der Toten Weichsel im Osten und der Bahnstrecke nach Stettin im Westen. Dort lag der Güterbahnhof Danzig-Olivaer Tor. Im Norden grenzte die Waggonfabrik Danzig an die Werft, im Süden an den Jungstädtischen Holzraum, der später den Werften als Erweiterungsfläche diente.

## Geschichte
Ferdinand Schichau hatte 1837 eine „Maschinenbauanstalt“ in Elbing gegründet und 1847 die erste Dampfmaschine für das Schiff James Watt geliefert. Im Jahr 1854 begann er mit dem Aufbau einer Werft, die 1855 die Borussia, den ersten eisernen Dampfer Preußens mit Schraubenantrieb, baute. Die Elbinger Schichau-Werke wurden 1872 um die Werft Mitzlaff und 1884 um die Maschinenfabrik Steckel erweitert. Der Bau größerer Schiffe war jedoch dort nicht möglich.
Ferdinand Schichau entschied sich für den Bau einer Werft in Danzig, da dort Bahnanschluss sowie Arbeitskräfte vorhanden waren. Er wandte sich im Januar 1889 an die Stadt und konnte innerhalb eines Monats das Gelände der ehemaligen Kalkschanze mit einer Fläche von 50 Hektar erwerben. Bis 1893 waren fast 3000 Menschen auf der Baustelle beschäftigt. Bauleiter war Schichaus Schwiegersohn Carl Heinrich Ziese. Im Januar 1892 erfolgte die offizielle Eröffnung der Werft, nachdem 1891 die Pelikan für die österreichisch-ungarische Marine ausgerüstet wurde. Zu den ersten beiden Hellingen kamen von 1893 bis 1905 weitere fünf hinzu. Zwei waren über 200 Meter lang, zwei weitere hatten 150–200 und drei etwa 100 Meter Länge.
Die erste vollständig gebaute Einheit war die Kreuzerkorvette „J“ (Gefion) für die Kaiserliche Marine, die am 31. Mai 1893 in Anwesenheit von Kaiser Wilhelm II. vom Stapel lief. Die Werft beschäftigte damals etwa 2000 Mitarbeiter. Bis 1917 folgten Kleine Kreuzer, Linienschiffe, Großlinienschiffe und Schlachtkreuzer.
Mit Gründung der Freien Stadt Danzig lag der Hauptsitz Elbing im Ausland. In den ersten fünf Nachkriegsjahren konnten 14 große Seefracht- und Passagierschiffe gebaut werden. Die Columbus wurde 1923 fertiggestellt und war damals mit 32.354 BRT das größte Schiff unter deutscher Flagge.
Fehlende Großaufträge, die Einstellung des Baus von Kriegsschiffen und der Verlust von Betriebskapital in der Inflationszeit führten wiederholt zu finanziellen Schwierigkeiten. Das Unternehmen wurde eine Gesellschaft mit beschränkter Haftung (F. Schichau GmbH). Die Kosten für die Sanierung und Finanzhilfen wurden zwischen den Gesellschaftern aufgeteilt. Sie teilten die Kosten für die Sanierung und Finanzhilfen in folgender Höhe auf: Deutsches Reich 60 %, Preußen 20 % und Danzig und Elbing je 10 %. Die Werft begann 1925 mit der Reparatur von Schiffen. Für die Sowjetunion wurden mit staatlichen Garantien 1929 sechs Trawler für die Fischerei im Eismeer gebaut. Anfang der 1930er Jahre folgten acht Fischereifahrzeuge und Schlepper sowie Schwimmbagger. Im Auftrag deutscher Firmen wurden Stahlkonstruktionen für den Hafen angefertigt.
Die Kriegsmarine bestellte 1937 drei „Große Troßschiffe“, fingiert als „Tanker“. Nach Beginn des Zweiten Weltkriegs stellte die Werft schnell auf die Kriegsproduktion um. Im Jahr 1941 kam es zur Umwandlung des Unternehmens in eine Aktiengesellschaft. Der Bau von U-Booten begann 1940. Vom modernisierten Typ VII C wurden 64 Einheiten abgeliefert, vom modernsten Typ XXI 30 Einheiten. Von September 1944 bis März 1945 bestand auf der Werft ein Außenlager des KZ Stutthof. Zunächst arbeiteten dort 500 Jüdinnen, später 1100 weibliche und männliche Häftlinge, die von Kokoschken zur Arbeit transportiert wurden.
Die benachbarte Danziger Werft lieferte Sektionen für die U-Boote. Insgesamt arbeiteten in beiden Werften rund 20.000 Arbeiter, hauptsächlich Zwangsarbeiter. Am 27. März 1945 wurde das Gelände der Werft von der Roten Armee übernommen. In verschiedenen Baustadien waren 40 Boote vom Typ VII C sowie 17 Boote vom Typ XXI vorhanden. Der technische Zustand der Werft war relativ gut. Die Werftanlagen und der große Kran wurden durch die sowjetischen Militärbehörden fast vollständig demontiert und in die Sowjetunion verbracht. Im Ausgleich blieb bei der benachbarten Danziger Werft mehr stehen, als die vereinbarten 30 Prozent, sodass diese den Schiffbau schneller wieder aufnehmen konnte.
Die Schichau-Werft in Danzig wurde am 26. Juli 1945 von polnischer Seite übernommen und mit Werften in Danzig und Stettin unter der Zjednoczenia Stoczni Polskich (Vereinigte Polnische Werften) zusammengefasst. Unter diesem Dach befanden sich 1945 elf Danziger Schiffbau-, Reparatur- und Maschinenbauunternehmen, die als Werften (polnisch Stocznia) bezeichnet wurden. Die Schichau-Werft (Stocznia nr 2) und die Danziger Werft (Stocznia nr 1) wurden 1950 als Stocznia Gdańska (Danziger Werft, 1967–1990 Danziger Werft – Leninwerft) eigenständig, ebenso wie die Stocznia Północna (übersetzt Nordwerft, zuvor Stocznia nr 3, bis 1945 Waggonfabrik Danzig). Letztere kam 2011 zur Remontowa Holding.
Die F. Schichau AG wurde im April 1945 in Bremerhaven ansässig. Im Jahr 1972 fusionierte sie zur Schichau Unterweser AG (SUAG) und 1988 zur Schichau Seebeckwerft, die bis 1996 bestand.

## In Danzig gebaute Kriegs- und Handelsschiffe (Auswahl)
(jeweils Jahr des Stapellaufs)

### Schiffe für die Kaiserliche Marine

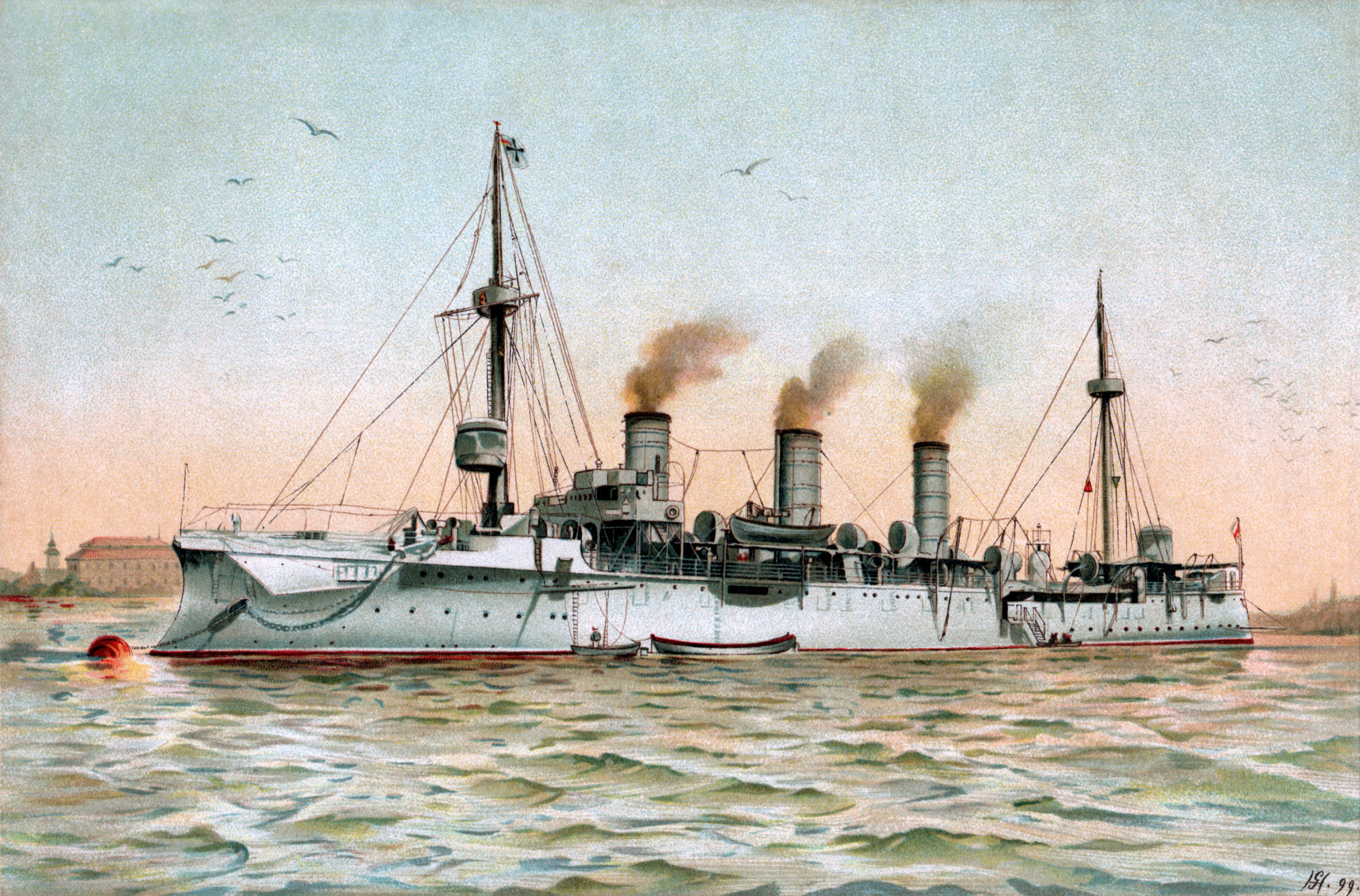
Gefion

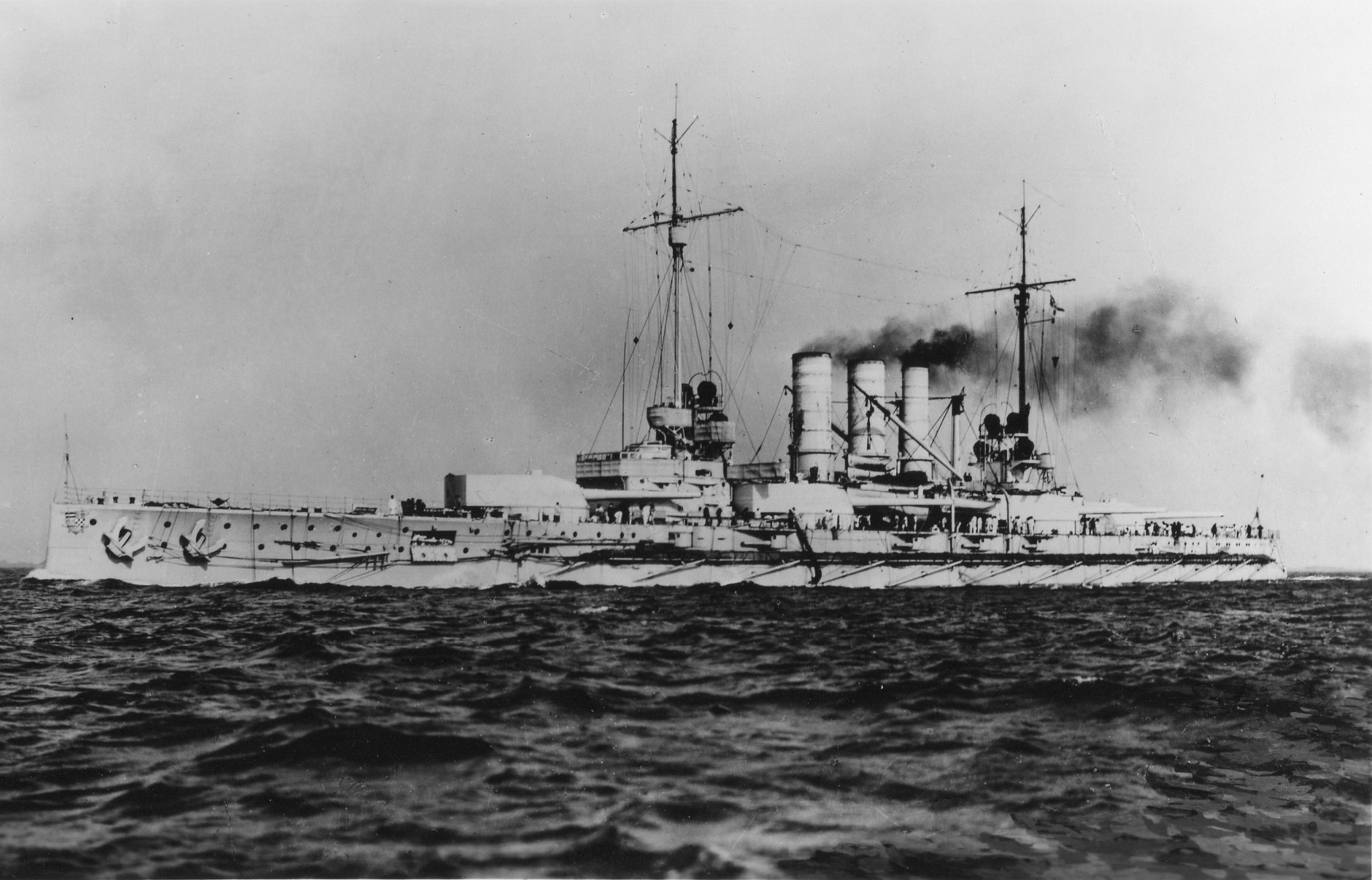
Oldenburg

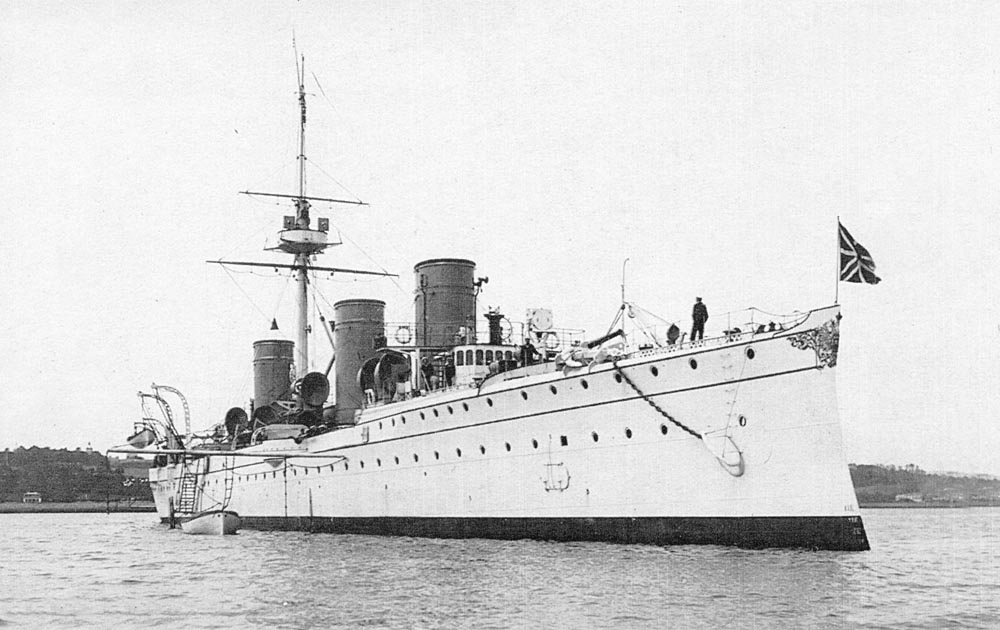
Nowik

- 1893: Gefion, Kreuzerkorvette/Kreuzer
- 1898: Iltis und Jaguar, Kanonenboote

Linienschiffe
- 1900: Kaiser Barbarossa
- 1901: Wettin
- 1903: Elsass
- 1904: Lothringen
- 1906: Schlesien

Großlinienschiffe
- 1910: Oldenburg
- 1912: König Albert
- 1915: Baden

Schlachtkreuzer
- 1913: Lützow
- 1917: Graf Spee

### Kreuzer für die Kaiserlich-Russische Marine
- 1900: Nowik, Suzuya
- 1914: Murawjew Amurskij – Pillau, Bari
- 1914: Admiral Newelskoi – Elbing

### Fracht- und Passagierschiffe (Auswahl)

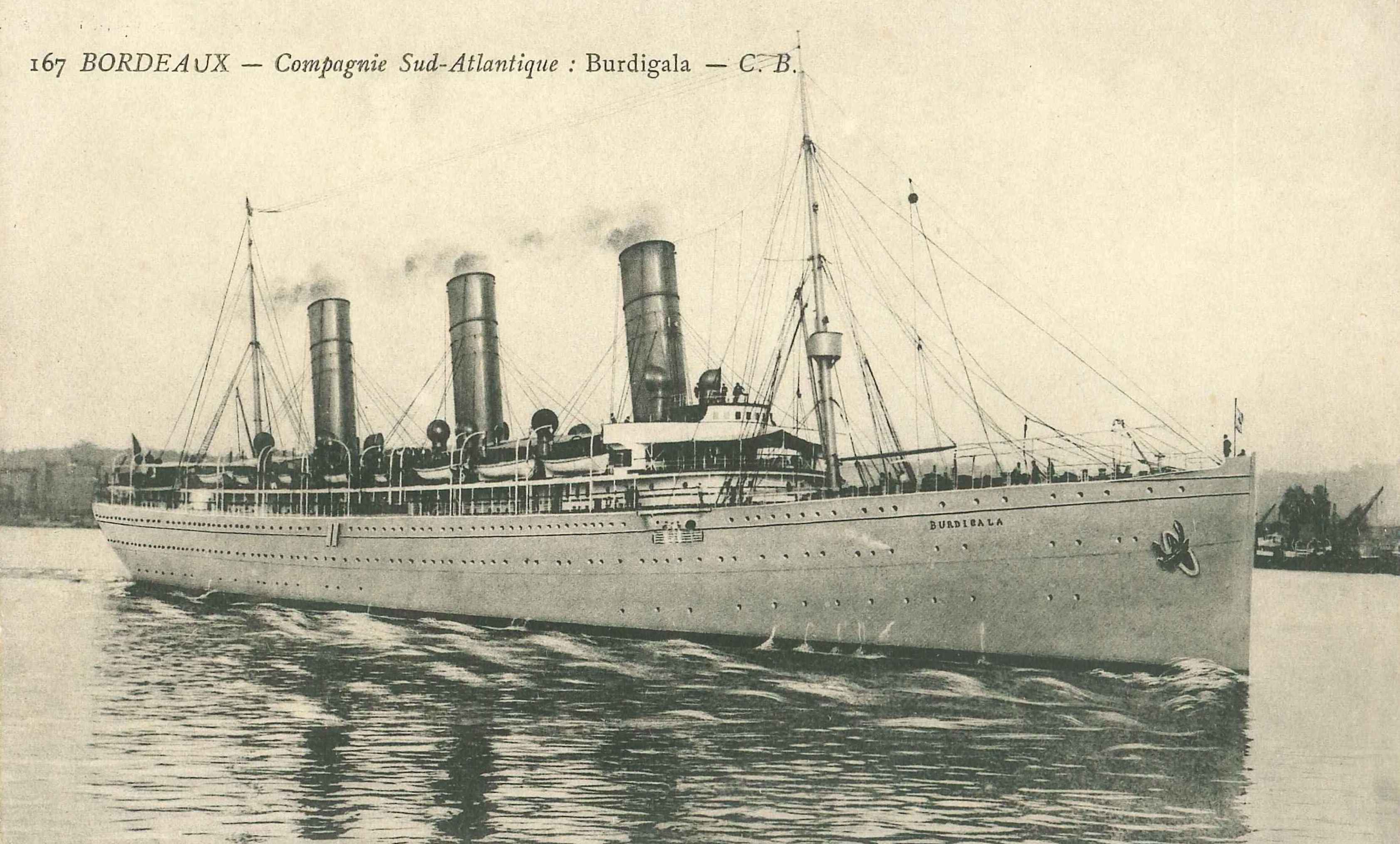
SS Burdigala

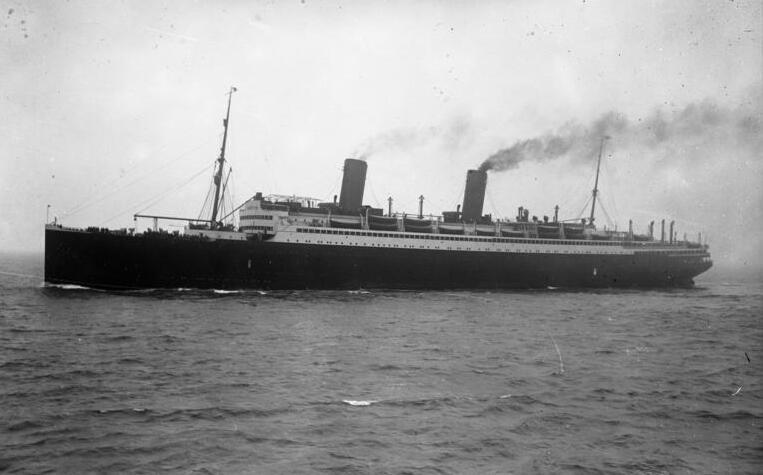
Columbus (um 1926)

- 1897: Kaiser Friedrich – Burdigala
- 1913: Homeric (Columbus)
- 1921: Glücksburg – Alrich, Sao Paulo
- 1922: Columbus (Hindenburg)
- 1928: Saale – Marburg
- 1928: Havel – Coburg
- 1928: Kattegat – Sandar
- 1928: Skagerrak
- 1928: Magdalena – Iberia, Pobeda
- 1928: Sauerland
- 1929: Hansa – Samland
- 1937: Tirranna

### „Große Troßschiffe“ für die Kriegsmarine
- 1937: Dithmarschen
- 1937: Westerwald – Nordmark, Bulawayo
- 1939: Ermland